# Machito
Pour l’article homonyme, voir Frank Grillo.
Pour les articles homonymes, voir Grillo (homonymie).
Francisco Raúl Gutiérrez Grillo alias Machito, né le 16 février 1912 à La Havane, est un compositeur de musique latine et afro-cubaine, percussionniste qui jouait notamment des maracas, chanteur et chef d'orchestre américain. Machito meurt d'une crise cardiaque à University College Hospital après un concert au Ronnie Scott's à Londres le 15 avril 1984.

## Biographie
Il est né à Marianao, La Havane, Cuba, le 3 décembre 1909.
Il passe son enfance à Cuba où il apprend le chant et à jouer des maracas.  
Entre 1928 et 1937  il se produit avec plusieurs des orchestres de danse les plus populaires de Cuba.
Devenu professionnel, il ne quittera La Havane qu'en 1937 pour former son propre orchestre, fusion de jazz et de musique afro-cubaine, les Afro-Cubans, avec son beau-frère Mario Bauza, après avoir été, à New York, percussionniste et chanteur dans les formations « typiques » de Xavier Cugat et Noro Morales vouées à la danse.  Il a joué avec de nombreux musiciens de jazz : Flying Home (avec le saxophoniste Flip Phillips, 1948), Mango Mangué (avec Charlie Parker, 1948) ou Mirra (avec Dizzy Gillespie, 1975).

## Style de composition, d'arrangement et de jeux musical
Jazz, salsa, Latin, Latin jazz, mambo, cha-cha-cha, rumba.

## Succès et récompenses professionnelles
Il a reçu en 1983 un Grammy Award : Best Latin Album pour son album Machito and his Salsa Big Band paru chez Timeless Records.
Avec l'album dirigé et arrangé par Chico O'Farrill, "Dizzy Gillespie & Machito - Afro-Cuban Jazz Moods" paru chez Pablo Records, il fut aussi nommé dans la catégorie Grammy Award : Best Performance by a Jazz Big Band.
The Machito Orchestra fut aussi nommé dans la catégorie Grammy Award : Best Latin Album pour son album Fireworks paru chez Coco Records.

## Reconnaissance posthume
Il restera cependant un vrai héros du Latin jazz, étant le premier à réaliser cette fusion, appelée plus tard Latin jazz. Il sera cependant à la tête d’un des plus grands groupes de ce genre, permettant à des musiciens tels que Chano Pozzo et Dizzy Gillespie de s’exprimer pleinement.
Machito and his Afro-Cubans (avec notamment Mario Bauzá, René Hernández, et Chico O'Farrill), et avec Dizzy Gillespie, joua un rôle central et charnière dans l'acceptation des rythmes Latin par les jazzmans américains. Leur façon de concevoir les arrangements fut essentielle au développement et à l'essor de ce courant musical.
Arrangeurs hors pair, ils sont devenus leaders de groupe et d'orchestre pour rivaliser entre eux d'innovation en matière de Latin jazz. Forts de leurs cultures musicales d'origine, ils ont insufflé leur marque de fabrique au jazz.

## Indiscrétions
Machito est le beau-frère de Mario Bauzá.

## Discographie

### Enregistrements 78 tours
- Machito y su Orquesta: Cada Loco con su Tema/Mulata Soy Yo; Verne V-0011 (Graciela sings B-side)
- Machito & his Afro-Cuban Orchestra: Mambo a la Savoy (vocal by the Skylarks)/Que Me Falta? (vocal by Graciela); Columbia 39435
- Chico O'Farrill: Flamingo/Carioca; Mercury 8966

### Singles 45 tours (7")
Machito And His Orchestra
- 1948 : Machito - Vive Como Yo (vocal by Graciela) c/w Tumba El Quinto (Mercury 5398)
- 1948 : Machito - Vaya! Vaya! c/w Finaliza Un Amor (Mercury 5408)
- 1949 : Machito - Hall Of The Mambo King c/w Barbara Batibiri (Mercury - Mer. 5588)

Machito And His Afro-Cubans
- 1949 : Machito - Un Poquito De Tu Amor c/w Asia Minor (Mercury 5256)
- 1948 : Machito - Jungle Drums c/w Llora Timbero (Mercury 5304)
- 1948 : Machito - Gone City c/w U-Bla-Ba-Du (Mercury 5352)
- 1949 : Machito - El Sopon c/w Cleopatra Rhumba (Mercury 5443)

Machito/O'Farrill 7" & EPs
- Chico O'Farrill : Mambo Dance Session (Norgran MG-N-39)
- Chico O'Farrill : Mambo Dance Session (Norgran MG-N-40)
- Chico O'Farrill : Latino Dance Session (Norgran MG-N-58)
- Chico O'Farrill : Latino Dance Session (Norgran MG-N-59)
- Machito & his Orchestra : Vive Como Yo (vocal by Graciela)/Tumba el Quinto (Mercury 5398)
- Machito Plays the Cha Cha Cha (Tico EP-52 Machito; Tico EP-53 Machito; Tico EP-61 Machito; Tico EP-62)
- 1949 : Charlie Parker/Machito - Mango Mangue c/w Okie Doke (Mercury 11017; Clef 11017)
- 1949 : Machito - Tanga, Pt. 1&2 (Mercury 5601, 5601x45)
- 1949 : Flip Phillips/Machito - Caravan c/w Flying Home (Mercury 11018; Clef 11018)
- 1960 : Si si - no no (Tico Records - SLP-1033)  - EP 4 Titres
- Invitation to cha cha and mambo (Coral records) - EP 4 Titres
- No noise / tanga (Disques Barclay) - EP 4 Titres

### Enregistrements Album LP 25 cm & 30 cm (10" et 12")
- 1948 : Machito And His Afro Cuban Salseros - Mucho Macho (Pablo 2625-712, PACD 2625-712-2)
- 1948 : Afro-Cuban Jazz Suite (Mercury 1948) - Machito and His Orchestra avec Charlie Parker ,
- 1949 : Cu-Bop City (Roost Records)
- 1949 : Machito - Latin-American Rhythms (Mercury MG 25009)
- 1949 : Machito Jazz With Flip And Bird (Mercury MGC 511; Clef MGC 511)
- 1949 : Machito/Chico O'Farrill/Dizzy Gillespie - Afro-Cuban Jazz (Verve VE2 2522)
- 1949 : Souvenir Album (Decca Records DL-5157)
- 1949 : Mucho Macho
- 1951 : Machito Afro-cuban jazz (Clef records) ou (Mercury Records MG C-505) - (10") [réédité Afro-Cuban Jazz Suite]
- 1951 : Carambola: Live At Birdland (Tumbao records
- 1954 : Tremendo Cumban
- 1954 : Mambo America
- 1955 : Cha Cha Cha at the Palladium (Tico Records SLP-1002)
- 1956 : Asia minor (Tico Records - SLP-1029) (Réédition 1964 Forum Records / Forum Circle - SF 9043) (Machito And His Orchestra)
- 1957 : Latin Soul Plus Jazz (With Guest Soloist : Cannonball Adderley, Candido…)
- 1957 : Machito y sus Afro Cubans (Decca DL-4505 (reissues 10" DL-5157 & adds 4; stereo version DL-74505 is synthesized)
- 1958 : Kenya: Afro-Cuban Jazz (Roulette Birdland SR-52006) - Machito And His Afro-Cuban Orchestra
- 1958 : El As de la Rumba
- 1958 : Vacation At The Concord (Live) (Coral Records - CRL 57258) - Machito And His Afro-Cuban Orchestra
- 1958 : Machito & his Afro-Cuban Jazz Ensemble - Machito with Flute to Boot (Roulette Birdland SR-52026)
- 1959 : Machito Inspired (Tico Records - SLP-1045)  (Machito is inspired by Darryl F. Zanuck's production of Ernest Hemingway's "The Sun Also Rises")
- 1959 : Mi Amigo, Machito (Tico Records - SLP-1053) ou Réédition (Forum Records -  SF-9038) - Machito and His Orchestra.
- 1959 : With Flute to Boot (Roulette Records - Roulette SR 52026)
- 1961 : Machito At The Crescendo (Crescendo records - GNP 58ST)
- 1961 : A Night Out (Tico Records SLP-1074)
- 1962 : The New Sound of Machito (Tico Records - SLP-1084)
- 1963 : Machito's Variedades!!!  (Tico Records - SLP-1090)
- 1963 : Tremendo Cumban!!  (Tico Records - SLP-1094) (Réédition?)
- 1965 : Herbie Mann & Machito - Afro-Jazziac (Roulette Records SR-52122)
- 1967 : Machito Goes Memphis (RCA Victor LSP-3944) - (with Mario Bauza, Bert DeCoteaux, Joe Medlin, Richard Marin)
- 1968 : Soul of Machito; (Cotique records CS-1019) - (with Graciela)
- 1972 : Mericana (MYS-110) (Machito, - With Graciela, Mario Bauza..)
- 1973 : Machito & His Afro Cuban Orchestra - Mambo Holiday (Réédition CBS/Caliente Records).
- 1975 : Afro-Cuban Jazz Moods (With Dizzy Gillespie)
- 1977 : Machito Fire Works (Musical Productions Inc. / MP Online)
- 1978 : This is Machito and His Afro-Cubans
- 1982 : Machito and His Salsa Big Band (Timeless SJP-161) - (Réédition 1988 MCA Impulse! CD avec album renommé 1983 Grammy Award Winner)
- 1982 : Live At North Sea '82 (Timeless SJP-168) (Machito & his Salsa Big Band)
- 1983 : Machito!!! (Timeless SJP-183) - (Machito & his Salsa Big Band)
- : Machito: Mambo Holiday (Columbia Records/Harmony HL-7040) (reissued later w/saucier jacket)
- : Mucho Mucho Machito (Palladium PLP 119)
- : Machito's Yambu (Charly Records)
- : Machito Dances and Other Latin Dance Favorites  (Palace M-725(M) LP)
- : Machito:  Y Sus Afro Cubans  (Decca DL 4505(M) LP)

### Albums Posthumes
- 1988 : Dance Date with Machito (Réédition Palladium Records  - PCD-111) (Continental Records)
- 1989 : Machito & His Famous Orchestra* featuring Graciella* - World's Greatest Latin Band (Palladium - Latin Jazz & Dance PLP-113)
- 1989 : 1941
- 1990 : Approximately
- 1995 : Caramboula: Live at Birdland (1951) (Tumbao Records 24)
- 1999 : Baila Baila Baila: 1943-1948 (Harlequin Records)
- 2004 : Mambo Mucho Mambo: The Complete Columbia Masters (Avec des titres de Machito And The Skylarks)
- 2008 : The Early Years (Live) (Mambo Music USA) :  Live très rare ! Enregistrement de Machito and his Afro Cuban Orchestra. Ces bandes masters enregistrées de l'époque n'ont jamais fait l'objet d'une disque ou d'une publication

### Compilations
- 1972 : The World's Greatest Latin Band (GNP Crescendo GNP-72) - (with Graciela)
- 1974 : The Best of Machito & his Afro-Cubans with Graciela (Tico records CLP-1328)
- 1993 : Trucker's Jukebox, Vol. 3 [Columbia]
- 1994 : Yo Soy La Rumba (West Side Latino Records)
- 1995 : Machito (Saludos Amigos Records CD 62076
- 1996 : Machito Mucho (Charly Records 507)
- 1995 : Yodeling Cowgirl
- 2002 : Greatest Hits (Sony)
- 2002 : Ritmo Caliente (Box 4 CD : 73 Titres + Livret 40 Pages) (Proper Records 48)
- : Tito Rodriguez/Machito/Tito Puente - The Big 2 Palladium Orchestra (CD)
- : La Herencia (Fania Records) - 16 titres
- : Tabu

### Inédit
- 1964 : Dizzy Gillespie and Machito - Monterey Jazz Festival, Monterey, Californie avec francisco aguabella.

### Participation de Machito Y Su Orchestre
- 1957 : Miguelito Valdes with Machito & his Afro-Cubans - Cuban Nights (Decca DL-8716; 1957?/1942 (reissues 1/2 of 10" LP DL-5113)
- 1959 : Irving Berlin - in Latin America (Fantasy Records - F 9040)
- 1961 : Machito: Irving Berlin in Latin America (Tico Records SLP-1062)
- 1963 : Graciela & Machito: Esta Es Graciela - Your Own Graciela (Tico Records SLP-1107) -  (Machito Y Su Orchestre)
- : Miguelito Valdes with Machito  (Tico Records SLP-1098)
- : Graciela & Machito: Intimo y Sentimiento (Tico Records SLP-1123) -  (Machito Y Su Orchestre)
- 1958 : Herbie Mann with Machito & his Jazz Orchestra - Super Mann (Trip Records TLP-5031)
- 1958 : Herbie Mann with Machito & his Afro-Cuban Jazz Ensemble - Afro-Jazziac (Roulette Birdland SR-52122)
- 1975 : Herbie Mann Featuring Machitos Jazz Orchestra - Super Mann (Reissued)
- : Noro Morales y Su Orquesta: Mambos y Guarachas ; Decca DL-74535
- 1963 : Tito Puente en el Puente (on the Bridge) (Tico Records SLP-1191)
- 1963 : (Machito Presents) Mauricio Smith : Flauta Nova (Tico Records SLP-1089)

### Tribute album
- 1997 : José Alberto "El Canario" - Back to the Mambo (RMM Records)

## Sources
- Jazz Magazine no 271 de 1979 - MACHITO : Article & photos.
- En 1957 « Machito and his Afro-Cubans » invitent Carlos Valdés (NB : Article en français).
- (en) Verve Records Discography : 1949
- (en) Forum/Forum Circle Album Discography
- (en) Roulette Album Discography, Part 3
- (en) Machito (& Chico O'Farrill)
- (en) Machito Biography (1908–1984), Machito and His Salsa Big Band
- (en) Machito y sus Orkestra
- (en) Mario Bauzá: Swing Era Novelty And Afro-Cuban Authenticity - (89 pages - 2007) (Pdf) Une Thèse présentée à la Faculté de the Graduate School at the University of Missouri-Columbia (Aux partiels de l'obtention du Degree of Master of Arts) par NATHAN BRAD MILLER. Elle parle de abondamment de Machito.